# Sessea brasiliensis
Sessea brasiliensis là một loài thực vật thuộc họ Solanaceae. Đây là loài đặc hữu của Brasil.